# I. razred NSP Koprivnica 1974./75.
I. razred Nogometnog saveza područja Koprivnica za sezonu 1974./75. je bila liga šestog stupnja nogometnog prvenstva Jugoslavije. 
 
Sudjelovalo je 10 klubova, a prvak je bila "Mladost" iz Koprivničkih Brega. 

## Ljestvica
| mj. | klub                      | ut. | pob. | ner. | por. | gol+ | gol- | bod |
| --- | ------------------------- | --- | ---- | ---- | ---- | ---- | ---- | --- |
| 1.  | Mladost Koprivnički Bregi | 18  | 12   | 4    | 2    | 55   | 31   | 28  |
| 2.  | Bratstvo Kunovec          | 17  | 11   | 2    | 4    | 56   | 35   | 24  |
| 3.  | Udarnik Zablatje          | 18  | 9    | 4    | 5    | 56   | 36   | 22  |
| 4.  | Borac Imbriovec           | 18  | 8    | 4    | 6    | 45   | 38   | 20  |
| 5.  | Mladost Sigetec           | 17  | 7    | 4    | 6    | 56   | 35   | 18  |
| 6.  | Galeb Koledinec           | 18  | 6    | 6    | 6    | 40   | 50   | 18  |
| 7.  | Rudar Botinovec           | 18  | 7    | 1    | 10   | 39   | 53   | 15  |
| 8.  | Drava Novigrad Podravski  | 18  | 4    | 3    | 11   | 36   | 44   | 11  |
| 9.  | Sloga Koprivnički Ivanec  | 17  | 5    | 1    | 11   | 27   | 52   | 11  |
| 10. | Podravec Virje            | 17  | 4    | 1    | 12   | 26   | 62   | 9   |

- ljestvica bez rezultata dvije utakmice

## Rezultatska križaljka
| kratica | klub                      | BOR | BRA | DRA | GAL | MLAKB | MLAS | POD | RUD | SLO | UDA |
| --- | ------------------------- | --- | --- | --- | --- | ----- | ---- | --- | --- | --- | --- |
| BOR | Borac Imbriovec           |     |     |     |     |       |      |     |     |     |     |
| BRA | Bratstvo Kunovec          |     |     |     |     |       |      |     |     |     |     |
| DRA | Drava Novigrad Podravski  |     |     |     |     |       |      |     |     |     |     |
| GAL | Galeb Koledinec           |     |     |     |     |       |      |     |     |     |     |
| MLAKB | Mladost Koprivnički Bregi |     |     |     |     |       |      |     |     |     |     |
| MLAS | Mladost Sigetec           |     |     |     |     |       |      |     |     |     |     |
| POD | Podravec Virje            |     |     |     |     |       |      |     |     |     |     |
| RUD | Rudar Botinovec           |     |     |     |     |       |      |     |     |     |     |
| SLO | Sloga Koprivnički Ivanec  |     |     |     |     |       |      |     |     |     |     |
| UDA | Udarnik Zablatje          |     |     |     |     |       |      |     |     |     |     |
| |                           |     |     |     |     |       |      |     |     |     |     |
| podebljan rezultat - utakmice od 1. do 9. kola (1. utakmica između klubova) rezultat normalne debljine - utakmice od 10. do 18. kola (2. utakmica između klubova) rezultat nakošen - nije vidljiv redoslijed odigravanja međusobnih utakmica iz dostupnih izvora rezultat smanjen * - iz dostupnih izvora nije uočljiv domaćin susreta prekrižen rezultat - poništena ili brisana utakmica p - utakmica prekinuta 3:0 p.f. / 0:3 p.f. - rezultat 3:0 bez borbe n.i. - nije igrano |                           |     |     |     |     |       |      |     |     |     |     |

 Izvori:

## Unutarnje poveznice
- Područna liga Koprivnica 1974./75.
- II. razred NSP Koprivnica 1974./75.